# Melanoplus devastator
Melanoplus devastator es una especie de saltamontes perteneciente a la familia Acrididae. Se encuentra en América del Norte, al oeste de las montañas Rocosas. De 2 a 3 cm de longitud y de aspecto muy similar a Melanoplus sanguinipes, con un poco más de contraste en la coloración. Algunos lo consideran una subespecie de M. sanguinipes.

## Subespecies
Tres subespecies pertenecen a la especie Melanoplus devastator:
- Melanoplus devastator conspicuus Scudder, 1897
- Melanoplus devastator devastator Scudder, 1878
- Melanoplus devastator obscurus Scudder, 1897